# 马晋 (羽毛球运动员)
马晋（1988年5月7日—），江苏南通人，中国女子羽毛球运动员。擅長雙打項目，女雙及混雙的世界排名都曾高踞第一位（2009年第48週 / 2010年第3週）。

## 羽毛球生涯

### 早年及出道
马晋8歲開始練習羽毛球，到12歲時進入了江蘇省體校；可是只練了半年，學校就把她放棄了。與此同時，济南市体育运动学校的教练邢瑞來到江苏省選人，看上了马晋，並將她帶到济南隊去。在济南队中，马晋表現突出，連男隊員也打不過她；她隨球隊練了兩年，便入選中国国家羽毛球青年队。
2005年年中，在國家青年隊待了兩年的马晋終獲提拔，以國家二队的暫選球員的身分，首次出國参加亚洲羽毛球锦标赛。此間，马晋由於常常达不到教练的要求，又時有犯錯，每天都被教练責罵；而在比赛结束后，她又被安排回到青年隊集训；種種挫敗的經歷令她对個人前途深感迷茫，曾想過进不了二队，就回去读书。然而，沒抱太大期望的她卻在12月收到通知，正式入選国家二队。
她在国家二队期間，曾代表中國參加2006年世界青年羽毛球錦標賽，並奪得女雙冠軍（夥拍王晓理）及混合團體亞軍；至2008年北京奧運會結束後，便被提升進国家一队。

### 2008年
北京奥运会后，剛晉升到国家一队的马晋顶替退役的高崚，成为老将郑波的新混双拍檔，這對新組合首次出戰11月舉行的中国公开赛。在比賽之前，马晋和郑波仅合练了两三次，但卻無阻他們在賽場上的優異發揮；在年末舉行的兩項超級系列賽－中国公开赛和香港公开赛上，郑/马均能打進四強，只分別敗在隊友徐晨/赵芸蕾和张亚雯/谢中博的拍下，沒有敗過給任何一对外国选手。

### 2009年
2009年是马晋大豐收的一年。在混雙方面，她與老将郑波的新老組合成績漸入佳境，不但於年頭的瑞士公開賽奪得首個超級系列賽的冠軍，其後又奪得新加坡超級賽、印尼超級賽及馬來西亞黃金大獎賽冠軍，德國公開賽、中國公開賽亞軍，以及在全英公開賽闖進四強；此外，她亦分別夥拍隊中新人陶嘉明和张楠，贏得亞洲羽毛球錦標賽銅牌和東亞運動會銀牌。
在女雙方面，她與王晓理亦屢創佳績，年間先後在印度公開賽、日本公開賽、法國公開賽、香港公開賽、亞洲羽毛球錦標賽及馬來西亞黃金大獎賽贏得冠軍，又在年中在印度舉行的世界羽毛球錦標賽取得銅牌；她們在世界羽聯的排名，亦首度在2009年第48週攀上第一位。
此外，提升至國家一隊僅半年的马晋，年內入選了蘇迪曼盃的名單，還獲派在混雙賽事中上場；最終，中国队顺利夺冠，讓她得到了個人首個世界冠軍名銜。

### 2010年
马晋與郑波的混雙世界排名在2010年第3週曾一度升上第一位；然而，郑波其後卻因紀律問題而被教練调回省队。在郑波离队期间，马晋專心主攻女双，並奪得德國公開賽冠軍和馬來西亞超級賽亞軍；但在5月進行的尤伯杯決賽的關鍵時刻，她与王晓理的组合竟不敌韩国对手，間接令中國隊失落了連奪多屆的尤伯杯。面對著職業生涯的低谷，已合作兩年的郑波卻在這時獲教練恩准歸隊；由於拍檔接下了「只有在拿冠军才能回国家队」的命令，二人在這次世錦賽承受前所未有的压力。雖然如此，郑/马仍能及時回復水準，先後淘汰戍革·普拉帕卡莫 / 莎拉丽·桑松卡姆、诺瓦·维迪安托 / 利利亚纳·纳西尔及高成炫 / 河贞恩等種子選手，殺入決賽；並在決賽中以21:14、21:10直落兩局戰勝隊友何漢斌/于洋奪冠，協助中國隊自2001年後首次贏得世錦賽混雙冠軍。此外，马晋亦在同屆世錦賽中夥拍王晓理，以頭號種子身分殺入女雙決賽，最終敗於隊友、奧運金牌組合杜婧 / 于洋，未能實現世錦賽的雙冠美夢。
世錦賽後，中國隊為備戰2012年奧運對雙打組合進行大幅度的重組，教練將马晋原來的拍檔王 晓理改與于洋組成「强强联合」，而她則改為與成淑合作；混雙方面，教練則安排何汉斌當她的新拍檔。同年11月，马晋代表中國出戰廣州亞運會，參加羽毛球比賽的混合雙打（夥拍何汉斌）及女子團體項目，奪得一金一銅。

### 2011年
马晋與新拍檔在2011年取得了好開始，在1月舉行的馬來西亞超級賽中分別與何漢斌奪得混雙冠軍，及與成淑打進女雙四強。此後，她的混雙拍檔換成徐晨，新組合又旋即在3月進行的全英羽毛球公開賽奪得冠軍，之後又奪得亞洲羽毛球錦標賽亞軍。
5月份，马晋第二度入選蘇迪曼盃的國家隊陣容，最終還協助中國隊成功衞冕。8月，马晋/徐晨以6號種子身分出戰世錦賽混合雙打賽事，並順利打進準決賽，惜在第二局比賽中扭伤脚踝，被迫退出賽事，無緣衛冕。

### 2012年
在2012年伦敦奥运会，马晋与徐晨搭档中打入混双决赛，最终不敌队友张楠/赵芸蕾，夺得銀牌。

### 2013年世錦賽晉八強
2013年8月，马晋參加中國廣州舉行的世界羽毛球錦標賽，與汤金华以2號種子身分出戰女子雙打項目。她們首圈輪空，第二圈先以2比0輕取澳大利亞組合晉級；第三圈面對12號種子、香港組合潘樂恩、謝影雪，亦以2比0（21-9、21-16）輕鬆勝出；但至半準決賽，她們終以0比2（17-21、17-21）不敵隊友、5號種子的田卿/赵芸蕾，8強止步。賽後，马晋表示自己在关键分上没有处理好，加上两人速度配合默契較差，所以输給队友。

### 2016年退役
里约奥运会后，马晋在微博上公开表示会坚持到打东京奥运会，并且開始和年轻队员配合参加了丹麦公开赛和法国公开赛。然而，及至11月中，她又在微博上留言表示：“十一年的国家队生涯，离开，感恩，祝福。。。也谢谢大家一直以来对我的关心和支持。” ，宣布退出国家队。對於自己反覆的決定，马晋表示自己一心想要离开，但打完奥运后那种心情反而没有那么迫切，加上很多老队员走了，觉得自己还可以在队中起到承上启下的作用，还能为队里多做些贡献，就想着再打打看。但最後，她還是认为在新的奥运会周期有点力不从心，故決定退下來多给年轻运动员机会。

## 主要比賽成績

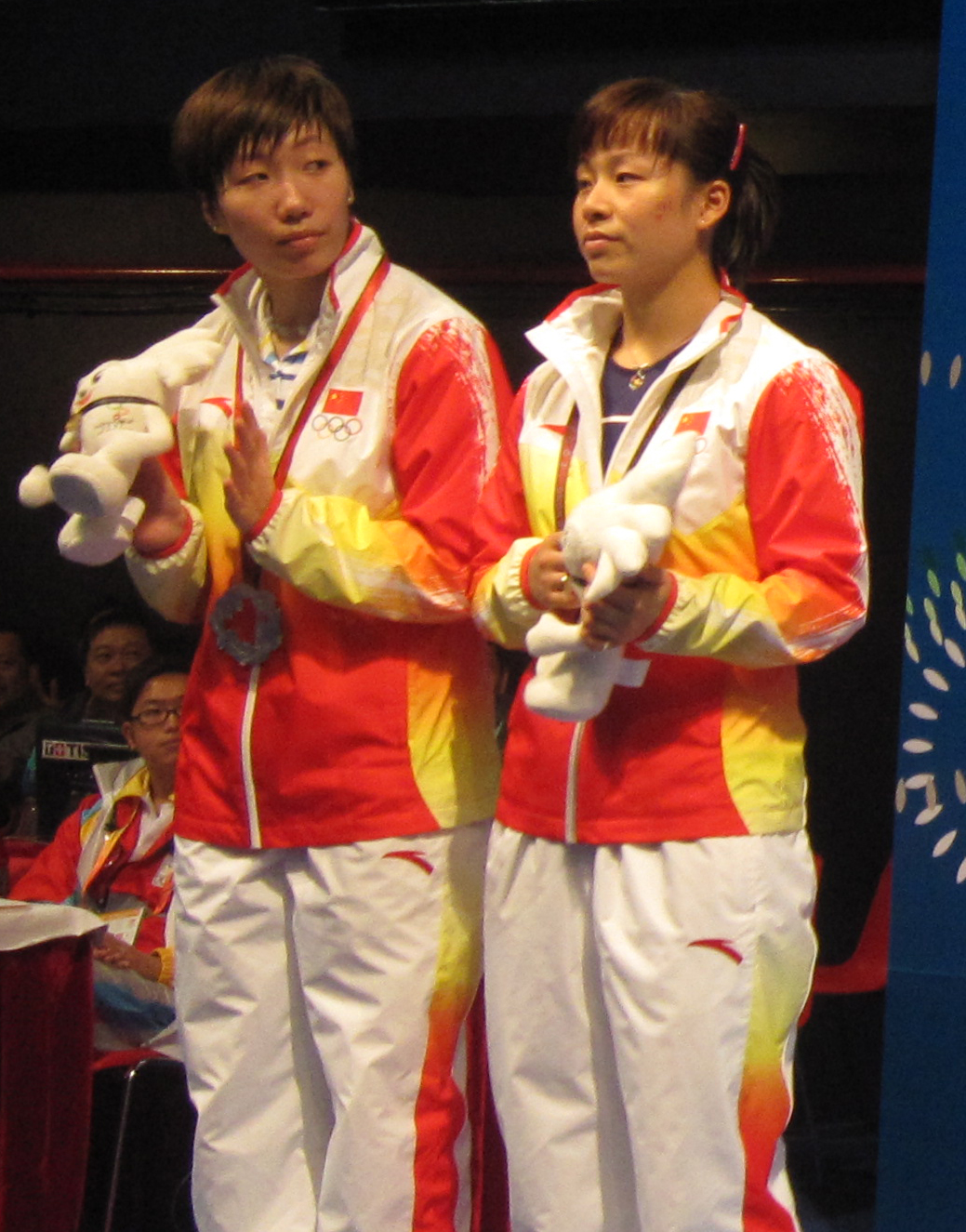
马晋夥拍王晓理奪得2009年東亞運女雙銀牌。

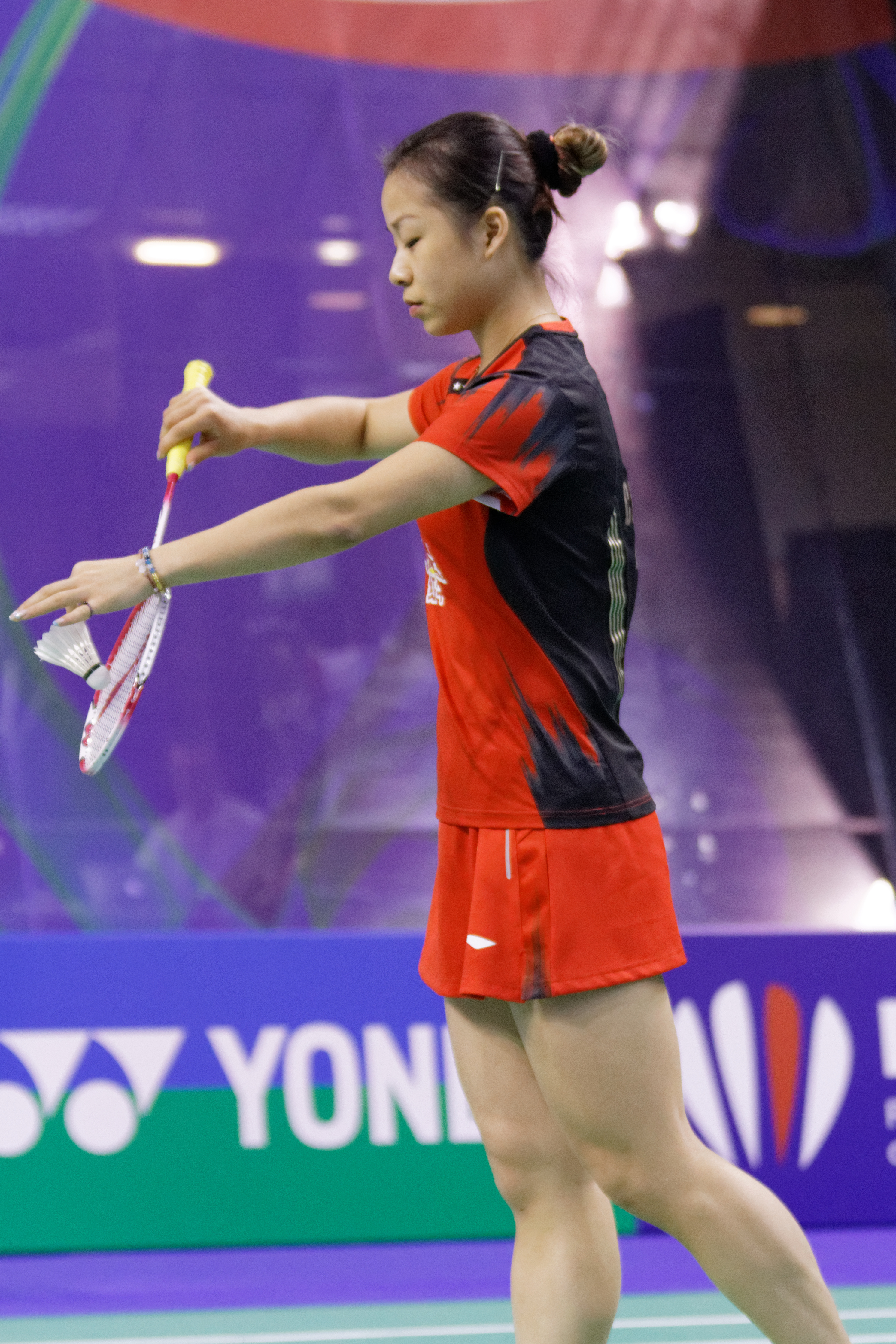

只列出曾進入準決賽的國際賽事成績：
| 年份   | 賽事                     | 公開賽級別 | 項目     | 拍檔   | 成績   |
| ------ | ------------------------ | ---------- | -------- | ------ | ------ |
| 2006年 | 世界青年羽毛球錦標賽     | 其他       | 女子雙打 | 王晓理 | 金牌   |
| 2006年 | 世界青年羽毛球錦標賽     | 其他       | 混合雙打 | 李田   | 銅牌   |
| 2006年 | 世界青年羽毛球錦標賽     | 其他       | 混合團體 | －     | 銀牌   |
| 2008年 | 澳門羽毛球黃金大獎賽     | 黃金大獎賽 | 女子雙打 | 王晓理 | 亞軍   |
| 2008年 | 香港羽毛球超級賽         | 超級賽     | 混合雙打 | 郑波   | 準決賽 |
| 2008年 | 中國羽毛球超級賽         | 超級賽     | 混合雙打 | 郑波   | 準決賽 |
| 2009年 | 全英羽毛球超級賽         | 超級賽     | 混合雙打 | 郑波   | 準決賽 |
| 2009年 | 德國羽毛球大獎賽         | 大獎賽     | 混合雙打 | 郑波   | 亞軍   |
| 2009年 | 瑞士羽毛球超級賽         | 超級賽     | 混合雙打 | 郑波   | 冠軍   |
| 2009年 | 印度羽毛球黃金大獎賽     | 黃金大獎賽 | 女子雙打 | 王晓理 | 冠軍   |
| 2009年 | 亞洲羽毛球錦標賽         | 其他       | 女子雙打 | 王晓理 | 金牌   |
| 2009年 | 亞洲羽毛球錦標賽         | 其他       | 混合雙打 | 陶嘉明 | 銅牌   |
| 2009年 | 印度羽毛球黃金大獎賽     | 黃金大獎賽 | 女子雙打 | 王晓理 | 冠軍   |
| 2009年 | 蘇迪曼盃                 | 其他       | 混合團體 | －     | 金牌   |
| 2009年 | 印尼羽毛球超級賽         | 超級賽     | 混合雙打 | 郑波   | 冠軍   |
| 2009年 | 馬來西亞羽毛球黃金大獎賽 | 黃金大獎賽 | 女子雙打 | 王晓理 | 冠軍   |
| 2009年 | 馬來西亞羽毛球黃金大獎賽 | 黃金大獎賽 | 混合雙打 | 郑波   | 冠軍   |
| 2009年 | 新加坡羽毛球超級賽       | 超級賽     | 混合雙打 | 郑波   | 冠軍   |
| 2009年 | 馬來西亞羽毛球黃金大獎賽 | 黃金大獎賽 | 女子雙打 | 王晓理 | 冠軍   |
| 2009年 | 馬來西亞羽毛球黃金大獎賽 | 黃金大獎賽 | 混合雙打 | 郑波   | 冠軍   |
| 2009年 | 世界羽毛球锦标赛         | 其他       | 女子雙打 | 王晓理 | 銅牌   |
| 2009年 | 日本羽毛球超級賽         | 超級賽     | 女子雙打 | 王晓理 | 冠軍   |
| 2009年 | 法國羽毛球超級賽         | 超級賽     | 女子雙打 | 王晓理 | 冠軍   |
| 2009年 | 香港羽毛球超級賽         | 超級賽     | 女子雙打 | 王晓理 | 冠軍   |
| 2009年 | 中國羽毛球超級賽         | 超級賽     | 混合雙打 | 郑波   | 亞軍   |
| 2009年 | 中國羽毛球超級賽         | 超級賽     | 女子雙打 | 王晓理 | 準決賽 |
| 2009年 | 東亞運動會羽毛球比賽     | 其他       | 女子團體 | －     | 金牌   |
| 2009年 | 東亞運動會羽毛球比賽     | 其他       | 女子雙打 | 王晓理 | 銀牌   |
| 2009年 | 東亞運動會羽毛球比賽     | 其他       | 混合雙打 | 张楠   | 銀牌   |
| 2010年 | 馬來西亞羽毛球超級賽     | 超級賽     | 女子雙打 | 王晓理 | 亞軍   |
| 2010年 | 德國羽毛球大獎賽         | 大獎賽     | 女子雙打 | 王晓理 | 冠軍   |
| 2010年 | 全英羽毛球超級賽         | 超級賽     | 女子雙打 | 王晓理 | 準決賽 |
| 2010年 | 優霸盃                   | 其他       | 女子團體 | －     | 亞軍   |
| 2010年 | 世界羽毛球錦標賽         | 其他       | 女子雙打 | 王晓理 | 銀牌   |
| 2010年 | 世界羽毛球錦標賽         | 其他       | 混合雙打 | 郑波   | 金牌   |
| 2010年 | 中國羽毛球大師賽         | 超級賽     | 混合雙打 | 何汉斌 | 準決賽 |
| 2010年 | 越南羽毛球大獎賽         | 大獎賽     | 女子雙打 | 钟倩欣 | 冠軍   |
| 2010年 | 越南羽毛球大獎賽         | 大獎賽     | 混合雙打 | 何汉斌 | 冠軍   |
| 2010年 | 中國羽毛球超級賽         | 超級賽     | 女子雙打 | 钟倩欣 | 亞軍   |
| 2010年 | 中國羽毛球超級賽         | 超級賽     | 混合雙打 | 何汉斌 | 準決賽 |
| 2010年 | 亞洲運動會羽毛球比賽     | 其他       | 女子團體 | －     | 金牌   |
| 2011年 | 馬來西亞羽毛球超級賽     | 超級賽     | 女子雙打 | 成淑   | 準決賽 |
| 2011年 | 馬來西亞羽毛球超級賽     | 超級賽     | 混合雙打 | 何汉斌 | 冠軍   |
| 2011年 | 韓國羽毛球首要超級賽     | 首要超級賽 | 混合雙打 | 徐晨   | 準決賽 |
| 2011年 | 全英羽毛球首要超級賽     | 首要超級賽 | 混合雙打 | 徐晨   | 冠軍   |
| 2011年 | 亞洲羽毛球錦標賽         | 其他       | 混合雙打 | 徐晨   | 銀牌   |
| 2011年 | 泰國羽毛球黃金大獎賽     | 黃金大獎賽 | 混合雙打 | 徐晨   | 準決賽 |
| 2011年 | 蘇迪曼盃                 | 其他       | 混合团体 | －     | 金牌   |
| 2011年 | 世界羽毛球錦標賽         | 其他       | 混合雙打 | 徐晨   | 銅牌   |
| 2011年 | 中國羽毛球大師賽         | 超級賽     | 混合雙打 | 徐晨   | 冠軍   |
| 2011年 | 印尼羽毛球黃金大獎賽     | 黃金大獎賽 | 混合雙打 | 徐晨   | 亞軍   |
| 2011年 | 丹麥羽毛球首要超級賽     | 首要超級賽 | 混合雙打 | 徐晨   | 亞軍   |
| 2011年 | 法國羽毛球超級賽         | 超級賽     | 混合雙打 | 徐晨   | 亞軍   |
| 2011年 | 香港羽毛球超級賽         | 超級賽     | 混合雙打 | 徐晨   | 準決賽 |
| 2011年 | 世界羽聯超級系列賽總決賽 | 首要超級賽 | 混合雙打 | 徐晨   | 亞軍   |
| 2012年 | 韓國羽毛球首要超級賽     | 首要超級賽 | 混合雙打 | 徐晨   | 冠軍   |
| 2012年 | 馬來西亞羽毛球超級賽     | 超級賽     | 混合雙打 | 徐晨   | 亞軍   |
| 2012年 | 全英羽毛球首要超級賽     | 首要超級賽 | 混合雙打 | 徐晨   | 準決賽 |
| 2012年 | 亞洲羽毛球錦標賽         | 其他       | 混合雙打 | 徐晨   | 銀牌   |
| 2012年 | 印尼羽毛球首要超級賽     | 首要超級賽 | 混合雙打 | 徐晨   | 準決賽 |
| 2012年 | 奧林匹克運動會羽毛球比賽 | 其他       | 混合雙打 | 徐晨   | 銀牌   |
| 2012年 | 中國羽毛球大師賽         | 超級賽     | 混合雙打 | 徐晨   | 冠軍   |
| 2012年 | 丹麥羽毛球首要超級賽     | 首要超級賽 | 女子雙打 | 汤金华 | 冠軍   |
| 2012年 | 丹麥羽毛球首要超級賽     | 首要超級賽 | 混合雙打 | 徐晨   | 冠軍   |
| 2012年 | 法國羽毛球超級賽         | 超級賽     | 女子雙打 | 汤金华 | 冠軍   |
| 2012年 | 法國羽毛球超級賽         | 超級賽     | 混合雙打 | 徐晨   | 冠軍   |
| 2012年 | 中國羽毛球首要超級賽     | 首要超級賽 | 混合雙打 | 徐晨   | 冠軍   |
| 2012年 | 香港羽毛球超級賽         | 超級賽     | 混合雙打 | 徐晨   | 亞軍   |
| 2012年 | 世界羽聯超級系列賽總決賽 | 首要超級賽 | 混合雙打 | 徐晨   | 準決賽 |
| 2013年 | 韓國羽毛球首要超級賽     | 首要超級賽 | 女子雙打 | 汤金华 | 亞軍   |
| 2013年 | 韓國羽毛球首要超級賽     | 首要超級賽 | 混合雙打 | 徐晨   | 亞軍   |
| 2013年 | 德國羽毛球黃金大獎賽     | 黃金大獎賽 | 女子雙打 | 汤金华 | 亞軍   |
| 2013年 | 全英羽毛球首要超級賽     | 首要超級賽 | 女子雙打 | 汤金华 | 準決賽 |
| 2013年 | 亞洲羽毛球錦標賽         | 其他       | 女子雙打 | 汤金华 | 銀牌   |
| 2013年 | 蘇迪曼盃                 | 其他       | 混合團體 | －     | 金牌   |
| 2013年 | 印尼羽毛球首要超級賽     | 首要超級賽 | 女子雙打 | 汤金华 | 準決賽 |
| 2013年 | 印尼羽毛球首要超級賽     | 首要超級賽 | 混合雙打 | 徐晨   | 準決賽 |
| 2013年 | 世界羽毛球錦標賽         | 其他       | 混合雙打 | 徐晨   | 銀牌   |
| 2013年 | 中國羽毛球大師賽         | 超級賽     | 女子雙打 | 汤金华 | 亞軍   |
| 2013年 | 日本羽毛球超級賽         | 超級賽     | 女子雙打 | 汤金华 | 冠軍   |
| 2013年 | 日本羽毛球超級賽         | 超級賽     | 混合雙打 | 徐晨   | 亞軍   |
| 2013年 | 東亞運動會羽毛球比賽     | 其他       | 男子團體 | －     | 金牌   |
| 2013年 | 東亞運動會羽毛球比賽     | 其他       | 混合雙打 | 徐晨   | 金牌   |
| 2013年 | 丹麥羽毛球首要超級賽     | 首要超級賽 | 混合雙打 | 徐晨   | 準決賽 |
| 2013年 | 法國羽毛球超級賽         | 超級賽     | 混合雙打 | 徐晨   | 亞軍   |
| 2013年 | 世界羽聯超級系列賽總決賽 | 首要超級賽 | 女子雙打 | 汤金华 | 亞軍   |
| 2013年 | 世界羽聯超級系列賽總決賽 | 首要超級賽 | 混合雙打 | 徐晨   | 銅牌   |
| 2014年 | 韓國羽毛球超級賽         | 超級賽     | 混合雙打 | 徐晨   | 亞軍   |
| 2014年 | 馬來西亞羽毛球首要超級賽 | 首要超級賽 | 混合雙打 | 徐晨   | 冠軍   |
| 2014年 | 全英羽毛球首要超級賽     | 首要超級賽 | 女子雙打 | 唐渊渟 | 亞軍   |
| 2014年 | 全英羽毛球首要超級賽     | 首要超級賽 | 混合雙打 | 徐晨   | 準決賽 |
| 2014年 | 印度羽毛球超級賽         | 超級賽     | 女子雙打 | 王晓理 | 準決賽 |
| 2014年 | 優霸盃                   | 其他       | 女子團體 | －     | 冠軍   |
| 2014年 | 印尼羽毛球首要超級賽     | 首要超級賽 | 混合雙打 | 徐晨   | 亞軍   |
| 2014年 | 世界羽毛球錦標賽         | 其他       | 混合雙打 | 徐晨   | 銀牌   |
| 2014年 | 亞洲運動會羽毛球比賽     | 其他       | 女子團體 | －     | 金牌   |
| 2014年 | 亞洲運動會羽毛球比賽     | 其他       | 混合雙打 | 徐晨   | 銅牌   |
| 2014年 | 丹麥羽毛球首要超級賽     | 首要超級賽 | 女子雙打 | 唐渊渟 | 準決賽 |
| 2014年 | 丹麥羽毛球首要超級賽     | 首要超級賽 | 混合雙打 | 徐晨   | 冠軍   |
| 2014年 | 法國羽毛球超級賽         | 超級賽     | 女子雙打 | 唐渊渟 | 亞軍   |
| 2014年 | 法國羽毛球超級賽         | 超級賽     | 混合雙打 | 徐晨   | 準決賽 |
| 2014年 | 香港羽毛球超級賽         | 超級賽     | 混合雙打 | 徐晨   | 亞軍   |
| 2015年 | 馬來西亞羽毛球首要超級賽 | 首要超級賽 | 混合雙打 | 徐晨   | 亞軍   |
| 2015年 | 新加坡羽毛球超級賽       | 超級賽     | 混合雙打 | 徐晨   | 準決賽 |
| 2015年 | 亞洲羽毛球錦標賽         | 其他       | 女子雙打 | 唐渊渟 | 金牌   |
| 2015年 | 亞洲羽毛球錦標賽         | 其他       | 混合雙打 | 徐晨   | 銅牌   |
| 2015年 | 蘇迪曼盃                 | 其他       | 混合團體 | －     | 金牌   |
| 2015年 | 澳洲羽毛球超級賽         | 超級賽     | 女子雙打 | 唐渊渟 | 冠軍   |
| 2015年 | 印尼羽毛球首要超級賽     | 首要超級賽 | 女子雙打 | 唐渊渟 | 準決賽 |
| 2015年 | 印尼羽毛球首要超級賽     | 首要超級賽 | 混合雙打 | 徐晨   | 冠軍   |
| 2015年 | 中華台北羽毛球黃金大獎賽 | 黃金大獎賽 | 女子雙打 | 黄雅琼 | 準決賽 |
| 2015年 | 世界羽毛球錦標賽         | 其他       | 混合雙打 | 徐晨   | 銅牌   |
| 2015年 | 丹麥羽毛球首要超級賽     | 首要超級賽 | 女子雙打 | 唐渊渟 | 準決賽 |
| 2015年 | 中國羽毛球首要超級賽     | 首要超級賽 | 混合雙打 | 徐晨   | 準決賽 |
| 2016年 | 新加坡羽毛球超級賽       | 超級賽     | 混合雙打 | 徐晨   | 亞軍   |
| 2016年 | 中國羽毛球大師賽         | 黃金大獎賽 | 混合雙打 | 徐晨   | 冠軍   |
| 2016年 | 印尼羽毛球首要超級賽     | 首要超級賽 | 混合雙打 | 徐晨   | 冠軍   |
| 2016年 | 奧林匹克運動會羽毛球比賽 | 其他       | 混合雙打 | 徐晨   | 第四名 |

| 2007-2017年 | 首要超級賽 | 超級賽 | 黃金大獎賽 | 大獎賽 | 國際挑戰賽 | 國際系列賽 | 未來系列賽 | 其他 |

### 世界冠軍頭銜
马晋在羽毛球生涯中共奪得6項羽毛球世界冠軍頭銜。
| 賽事             | 奪冠次數 | 年份                                       |
| ---------------- | -------- | ------------------------------------------ |
| 世界羽毛球锦标赛 | 1        | 2010年（混合雙打）                         |
| 蘇迪曼杯         | 4        | 2009年、2011年、2013年、2015年（混合團體） |
| 尤伯杯           | 1        | 2014年（女子團體）                         |
| 總計             | 6        |                                            |

### 奧運會和世錦賽參賽紀錄
|          | 搭檔   | 2009 | 2010 | 2011 | 2012 | 2013 | 2014 | 2015 | 2016   |
| -------- | ------ | ---- | ---- | ---- | ---- | ---- | ---- | ---- | ------ |
| 女子雙打 | 王晓理 | 季軍 | 亞軍 | －   | －   | －   | －   | －   | －     |
| 女子雙打 | 汤金华 | －   | －   | －   | －   | 8強  | －   | －   | －     |
| 女子雙打 | 唐渊渟 | －   | －   | －   | －   | －   | －   | 16強 | －     |
|          |        |      |      |      |      |      |      |      |        |
| 混合雙打 | 郑波   | 8強  | 冠軍 | －   | －   | －   | －   | －   | －     |
| 混合雙打 | 徐晨   | －   | －   | 季軍 | 銀牌 | 亞軍 | 亞軍 | 季軍 | 第四名 |